# Solenophora tuerckheimiana
Solenophora tuerckheimiana är en tvåhjärtbladig växtart som beskrevs av John Donnell Smith. Solenophora tuerckheimiana ingår i släktet Solenophora och familjen Gesneriaceae. Inga underarter finns listade i Catalogue of Life.